# Богородица (област Благоевград)
Вижте пояснителната страница за други значения на Богородица.
Богоро̀дица е село в Югозападна България. То се намира в община Петрич, област Благоевград. От 1951 година до 1995 година селото носи името Сестрино.

## География
Селото е разположено в планински район, северно от общинския център Петрич в източните склонове на Огражден планина. Климатът е преходно-средиземноморски с летен минимум и зимен максимум на валежите.

## История
Село Богородица има богата древна история. В околностите на селото има останки от антични и средновековни поселения.
Името на селото се свързва със стар манастир, посветен на света Богородица. Освен това в землището на селото има останки от пет средновековни едноапсидни църкви: „Света Петка“, „Свети Спас“, „Света Неделя“, „Свети Илия“ и „Свети Атанас“.
Според народно предание днешното село възниква през XIV – XV век. Селото се споменава в османски дефтер от 1570 година под името Голема Богородица. През същата година в него живеят 91 християнски домакинства. През XIX век Богородица е село, числящо се към Петричка каза на Серски санджак. По това време тук се заселват българи от Щипско, Велешко и другаде. В „Етнография на вилаетите Адрианопол, Монастир и Салоника“, издадена в Константинопол в 1878 година и отразяваща статистиката на населението от 1873 година, Богородица (Bogoroditza) е посочено като село с 97 домакинства с 58 жители мюсюлмани и 245 жители българи.
В 1884 година в селото е построена черквата „Свети Илия“, обявена за паметник на културата. В нея се съхраняват ценни стенописи от същата година, дело на братята зографи Антон и Атанас, вероятно местни майстори.
В 1891 година Георги Стрезов пише за селото:
| „ | Богородица, със 115 къщи; 25 турци и 90 българе. | “ |

Съгласно известната статистика на Васил Кънчов („Македония. Етнография и статистика“) от 1900 година селото е населявано от 630 жители, всички българи християни.
Според статистиката на секретаря на Българската екзархия Димитър Мишев („La Macédoine et sa Population Chrétienne“) в 1905 година населението на Богородица (Bogoriditza) се състои от 760 българи екзархисти.

## Население

### Етнически състав
Преброяване на населението през 2011 г.
Численост и дял на етническите групи според преброяването на населението през 2011 г.:
|                     | Численост |
| Общо                | 30        |
| Българи             | 30        |
| Турци               | -         |
| Цигани              | -         |
| Други               | -         |
| Не се самоопределят | -         |
| Неотговорили        | -         |

## Личности
Родени в Богородица
- Ангел Янкулски (1937 – 2025), български просветен и обществен деец
- Гуна Иванова (р. 1948), българска народна певица
- Живко Янев (р. 1954), български художник

## Галерия
- Възрожденската църква „Свети Илия“
- Стенопис от възрожденската църква „Свети Илия“
- Освещаването на новия храм „Свети Илия“
- Кръст, намерен в основите при строежа на новия храм „Свети Илия“
- Възобновеният храм „Света Неделя“ край селото
- Останките от средновековния храм „Свети Спас“